# Thomas Cannuli
Thomas „Tom“ Cannuli (* 9. Juni 1992 im Cape May County, New Jersey) ist ein professioneller US-amerikanischer Pokerspieler. Er gewann 2017 ein Bracelet bei der World Series of Poker und erreichte 2015 den Finaltisch des Main Events der Turnierserie.

## Pokerkarriere
Cannuli spielt vorrangig Cash Game. Online nutzt er auf WSOP.com den Nickname FLOATZ.
Seine erste Geldplatzierung bei einem Live-Turnier erzielte Cannuli im Mai 2011 in Verona im US-Bundesstaat New York. Im Juli 2013 war er erstmals bei der World Series of Poker (WSOP) im Rio All-Suite Hotel and Casino am Las Vegas Strip erfolgreich und kam bei einem Turnier der Variante No Limit Hold’em ins Geld. Bei der WSOP 2015 erreichte er im Main Event mit dem sechstgrößten Chipstack den Finaltisch, der im November 2015 ausgespielt wurde. Dort wurde der Amerikaner Sechster und erhielt ein Preisgeld von knapp 1,5 Millionen US-Dollar. Bei der WSOP 2017 gewann er das online ausgespielte High Roller und sicherte sich ein Bracelet sowie über 320.000 US-Dollar. In den Jahren 2017, 2018 und 2019 platzierte sich Cannuli beim WSOP-Main-Event jeweils in den Preisgeldrängen. Im Juli 2023 erreichte er beim Main Event der World Poker Tour im Wynn Las Vegas den Finaltisch und belegte den mit rund 525.000 US-Dollar dotierten sechsten Platz.
Insgesamt hat sich Cannuli mit Poker bei Live-Turnieren mehr als 2 Millionen US-Dollar erspielt.